# 수영 평영 200m 대한민국 기록 추이
수영 평영 200m 대한민국 기록 추이는 다음과 같다.

## 남자
| # | 시간        | 차이     | 선수   | 소속                | 날짜         | 대회명                                              | 개최지                    | 경기장                      | 주석 및 기타                       | 동영상 |
|   | 2분 51초 9  |          | 진장림 | 경상남도            | 1960. 09. 10 | 제41회 전국체육대회 (남대부)                        | 대한민국 서울             | 서울운동장풀                | 종전기록: 2분 52초 0 (46년 이지영) |        |
|   | 2분 51초 5  | - 0.4초  | 진장림 | 중앙대              | 1962. 07. 05 | 수상공인기록획                                      | 대한민국 서울             | 서울운동장풀                | [ 2 ]                              |        |
|   | 2분 40초 41 |          | 노창남 | 여수수전            | 1976. 08. 22 | 제48회 전국남녀학생수영대회                         | 대한민국 서울             | 서울운동장풀                | 종전기록: 2분 42초 6 (64년 진장림) |        |
|   | 2분 38초 23 |          | 이종학 | 삼천포고            | 1978. 07. 07 | 제33회 전국남녀초중고대학별수영대회                 | 대한민국 서울             | 서울운동장풀                | 종전기록: 2분 39초 34              |        |
|   | 2분 37초 40 | - 0.83초 | 노창남 |                     | 1979. 10. 12 | 제60회 전국 체육 대회                               | 대한민국 대전             |                             | [ 5 ]                              |        |
|   | 2분 36초 84 | - 0.56초 | 신태욱 | 전남체고            | 1980. 08. 10 | 제52회 동아수영대회                                 | 대한민국 서울             | 서울운동장수영장            | [ 6 ]                              |        |
|   | 2분 35초 89 | - 0.95초 | 천인태 | 포항수산고          | 1981. 08. 29 | 제1회 아산기 쟁탈 수영 대회                         | 대한민국 서울             | 잠실실내수영장              | [ 7 ]                              |        |
|   | 2분 34초 68 | - 1.21초 | 천인태 | 경북                | 1982. 10. 10 | 제62회 전국체육대회 (고등부 예선)                   | 대한민국 서울             | 잠실실내수영장              | [ 8 ]                              |        |
|   | 2분 33초 64 |          | 천인태 | 경북                | 1981. 10. 12 | 제62회 전국체육대회 (남고부 결선)                   | 대한민국 서울             | 잠실실내수영장              | --                                 |        |
|   | 2분 32초 41 | - 1.23초 | 천인태 | 한국체대            | 1982. 08. 04 | 제54회 동아 수영 대회                               | 대한민국 서울             | 서울운동장 수영장           | [ 10 ]                             |        |
|   | 2분 29초 25 | -        | 천인태 | 한국체대            | 1984. 03. 26 | 제2회 아시아 수영 선수권 대회 참가 선수 최종 평가전 | 대한민국 서울             | 잠실수영장                  | 종전 2분 29초 55                   |        |
|   | 2분 27초 50 | - 1.75초 | 천인태 | 대구은행            | 1986. 03. 01 | 대표 선수 기록 평가회                               | 대한민국 서울             | 태릉훈련원수영장            | [ 12 ]                             |        |
|   | 2분 26초 15 | -        | 심민   | 한국체대            | 1987. 08. 16 | 제2회 범태평양 수영 선수권 대회                     | 오스트레일리아 브리스베인 | 종전 2.27.30 천인태         |                                    |        |
|   | 2분 24초 53 | - 1초 62 | 윤주일 | 일본 호나미시가시중 | 1987. 09. 10 | 제6회 대통령기 쟁탈 전국 수영 대회                  | 대구 두류 수영장          | [ 14 ]                      |                                    |        |
|   | 2분 24초 30 | - 0.23초 | 윤주일 |                     | 1988. 04. 09 | 제3회 아시아 수영 선수권 대회                       | 중국 광저우               |                             | 3위                                |        |
|   | 2분 20초 49 | - 3.81초 | 윤주일 |                     | 1988. 5. 12  | 제7회 대통령기 전국 수영 대회                       | 대한민국 목포             | 목포 실내 수영장            | 종전, 88.3 / 2분 24초 30 윤주일    |        |
|   | 2분 19초 94 | - 0.55초 | 윤주일 | 재일동포            | 1988. 09. 23 | 제24회 하계 올림픽                                  | 서울 올림픽수영장         | 예선 22위.                  |                                    |        |
|   | 2분 18초 27 |          | 윤주일 | 재일 동포           | 1992         | 92 일본학생선수권                                   |                           |                             |                                    |        |
|   | 2분 17초 89 | - 0.38초 | 유승현 | 한국체대            | 2005. 07. 28 | 제11회 세계 수영 선수권 대회                        | 캐나다 몬트리올           |                             | 예선 32위.                         |        |
|   | 2분 17초 51 | - 0.38초 | 신수종 | 아산시청            | 2006. 08. 20 | 제10회 범태평양 수영 선수권 대회                    | 캐나다 빅토리아           |                             |                                    |        |
|   | 2분 16초 78 |          | 신수종 | 아산시청            | 2006. 12. 07 | 제15회 아시안 게임                                  | 카타르 도하               | 하마드 수영장               | 예선 3위                           |        |
|   | 2분 15초 90 | - 0.88초 | 신수종 | 아산시청            | 2006. 12. 07 | 제15회 아시안 게임                                  | 카타르도하                | 하마드 수영장               | 결선 6위                           |        |
|   | 2분 15초 88 | - 0.02초 | 신수종 |                     | 2007. 03. 29 | 제12회 세계 수영 선수권 대회                        | 오스트레일리아 멜버른     | 예선 전체 28위              |                                    |        |
|   | 2분 15초 49 | - 0.39초 | 최규웅 | 한국체대            | 2009. 08. 19 | MBC배 전국 수영 대회                                | 대한민국 김천             | 김천 실내 수영장            |                                    |        |
|   | 2분 14초 59 | - 0.90초 | 길병휘 | 경기고              | 2009. 10. 23 | 제90회 전국 체육 대회                               | 대한민국 대전             | 용운 국제 수영장            | 고등부 결선                        |        |
|   | 2분 12초 68 | - 1.91초 | 신수종 | 아산시청            | 2009. 10. 23 | 제90회 전국 체육 대회                               | 대한민국 대전             | 용운 국제 수영장            | 일반부 결선. 2위 김진수도 신기록   |        |
|   | 2분 11초 87 |          | 최규웅 | 한국체대            | 2009. 12. 8  | 제5회 동아시아 경기 대회                            | 중화인민공화국 홍콩       |                             | 3위                                |        |
|   | 2분 11초 27 | - 0.60초 | 최규웅 | 한국체대            | 2011. 07. 28 | 제14회 세계 수영 선수권 대회                        | 중화인민공화국 상하이     | 상하이 오리엔탈 스포츠 센터 | 준결선                             |        |
|   | 2분 11초 17 | - 0.10초 | 최규웅 | 한국체대            | 2011. 07. 29 | 제14회 세계 수영 선수권 대회                        | 중화인민공화국 상하이     | 상하이 오리엔탈 스포츠 센터 | 결승 7위.                          | [ 21 ] |

## 여자
| #         | 시간        | 차이     | 선수   | 소속             | 날짜             | 대회명                                              | 개최지                | 경기장                              | 주석 및 기타                             | 동영상 |
|           | 3분 25초 2  |          | 장수일 | 이화여고         | 1960. 09. 09     | 제5회 남녀 종합 수상 선수권 대회                    | 대한민국 서울         | 서울운동장 야외풀                   | [ 22 ]                                   |        |
|           | 3분 23초 0  |          | 김옥희 | 이화여중         | 1961. 08. 14     | 제42회 전국 체육 대회                               | 대한민국 서울         | 서울 운동장풀                       | [ 23 ]                                   |        |
|           | 3분 21초 5  |          | 남상남 | 상명여고         | 1964. 07. 26     | 서울시 하계 체육대회 (여고부)                       |                       |                                     |                                          |        |
|           | 3분 17초 3  |          | 이명희 | 상명여고         | 1966. 06. 18(19) | 제12회 서울시 남녀 초중고대학별 대항 수영 경기 대회 | 대한민국 서울         | 서울운동장 풀                       | 종전 3분 18초 1                          |        |
|           | 3분 14초 7  |          | 이명희 | 부산중앙여중     | 1966. 07. 16     | 제 회 전국 각급 학교 대항 수상 경기 대회            | 대한민국 부산         | 부산구덕경기장 풀                   | 종전 3분 17초 0                          |        |
|           | 3분 10초 8  |          | 이명희 | 부산중앙여중     | 1966. 09. 3(4)** | 제11회 전국 남녀 수영 선수권 대회                   | 대한민국 서울         | 서울운동장 풀                       | 종전 3분 11초 3                          |        |
|           | 3분 04초 2  | - 초     | 김남숙 | 남성여중         | 1970. 08. 09*    | 제25회 전국 남녀 초중고대학별 수영 대회             | 대한민국 서울         | 서울운동장 풀                       | 종전 3분 04초 6                          |        |
|           | 3분 01초 4  | - 2.8초  | 김남숙 | 남성여중         | 1970. 09. 13     | 한국대표급수영공인기록회                            | 대한민국 서울         |                                     | 종전기록 : 3분 04초 2                    |        |
|           | 2분 59초 9  | - 3.3초  | 김남숙 | ?                | 1970. 10. 09     | 제51회 전국체육대회                                 | 대한민국 서울         |                                     | 종전 3.01.4                              |        |
|           | 2분 56초 2  | -        | 박혜자 | 재일동포         | 1972. 10. 09 ?   | 제53회 전국 체육 대회                               | 대한민국 서울         | 태릉 국제 수영장                    | 2.56.4                                   |        |
|           | 2분 52초 8  | -        | 김혜승 | 보성여중         | 1974. 04. 27     | 아시아 경기 대회 파견 선발전                        | 대한민국 서울         | 태릉수영장                          | 종전 2.55.7                              |        |
| 수동 게시 |             |          |        |                  |                  |                                                     |                       |                                     |                                          |        |
|           | 2분 52초 37 |          | 김혜승 | 이화여고         | 1975. 07. 27     | 제6회 아시아 에이지 수영 선수권 대회                | 대한민국 서울         | 태릉국제수영장                      | 2위, 종전: 2분 52초 8                    |        |
|           | 2분 50초 96 | - 1.41초 | 김회자 | 대전여중         | 1977. 08. 27     | 제49회 전국 남녀 학생 수영 대회                     | 대한민국 서울         | 서울운동장풀                        | [ 33 ]                                   |        |
|           | 2분 50초 50 | - 0.46초 | 유금화 | 대성여상         | 1979. 07. 15     | 제34회 전국 남녀 학생 종별 수영 대회                | 대한민국 서울         | 서울운동장수영장                    | [ 34 ]                                   |        |
|           | 2분 50초 49 | - 0.01초 | 양정화 | 상명여중         | 1980. 06. 29     | 제26회 서울시초중고대학및일반수영대회               | 대한민국 서울         | 서울운동장 수영장                   | [ 35 ]                                   |        |
|           | 2분 50초 21 | - 0.28초 | 양정화 | 상명여중         | 1980. 08. 10     | 제52회 동아수영대회 (여중부)                        | 대한민국 서울         | 서울운동장수영장                    | 여고부 유금화(2분 50초 25)도 신기록 작성 |        |
|           | 2분 49초 16 | - 1.05초 | 양정화 | 상명여중         | 1980. 10. 12     | 전국 소년 체육 대회                                 | 대한민국 전주         |                                     | [ 36 ]                                   |        |
|           | 2분 48초 78 | - 0.38초 | 하수경 | 서울윤중여중     | 1983. 08. 06     | 제55회 동아 수영 대회                               | 대한민국 서울         |                                     | [ 37 ]                                   |        |
|           | 2분 48초 75 | - 0.03초 | 조성은 | 신천국교         | 1983. 09. 03     | 제2회 대통령기 시도 대항 수영 대회                  | 대한민국 서울         | 잠실수영장                          | [ 38 ]                                   |        |
|           | 2분 46초 41 | - 2.34초 | 조성은 | 서울체중         | 1984. 03. 26     | 제2회 아시아 수영 선수권 대회 참가 선수 최종 평가전 | 대한민국 서울         | 잠실수영장                          | [ 39 ]                                   |        |
|           | 2분 44초 58 | - 1.83초 | 조성은 | 서울체중         | 1984. 04. 29     | 제2회 아시아 수영 선수권 대회                       | 대한민국 서울         | 잠실실내수영장                      | 3위                                      |        |
|           | 2분 42초 82 | - 1.76초 | 박성원 | 광주효광여중     | 1985. 04. 20     | 제40회 전국 수영 대회                               | 대한민국 전주         | 전주 실내 수영장                    | 예선. (결선에서는 2분 43초 98기록)       |        |
|           | 2분 41초 67 | - 1.15초 | 박성원 | 광주효광여중     | 1985. 09. 15     | 제14회 대통령기 쟁탈 전국 수영 대회                 | 대한민국 대구         | 두류 수영장                         | [ 42 ]                                   |        |
|           | 2분 38초 87 | - 2.80초 | 박성원 | 광주효광여중     | 1986. 03. 01     | 대표 선수 기록 평가회                               | 대한민국 서울         | 태릉훈련원수영장                    | [ 43 ]                                   |        |
|           | 2분 38초 62 | - 0.25초 | 박성원 | 광주효광여중     | 1986. 09. 22     | 제10회 아시안 게임                                  | 대한민국 서울         | 잠실 실내 수영장                    | 3위                                      |        |
|           | 2분 38초 14 | - 0.48초 | 박성원 | 광주수피아여고   | 1987. 06. 18     | 제7회 아산기 수영 대회                              | 대한민국 온양         | 온양실내수영장                      | [ 45 ]                                   |        |
|           | 2분 36초 78 | - 1.36초 | 황금애 | 충북대성여상     | 1988. 02. 06     | 제3회 아시아 수영 선수권 대회 국가대표 선발전       | 대한민국 서울         | 태릉 실내 수영장                    | [ 46 ]                                   |        |
|           | 2분 35초 70 | - 1.08초 | 박성원 | 수피아여고       | 1989. 08. 20     | 1989년 범태평양 수영 선수권 대회                    | 일본 도쿄             | 요요기수영장                        | 예선                                     |        |
|           | 2분 35초 67 | - 0.03초 | 박성원 | 광주수피아여고   | 1989. 09. 26     | 제70회 전국 체육 대회                               | 대한민국 안양         | 안양 실내 수영장                    | [ 48 ]                                   |        |
|           | 2분 35초 22 | - 0.45초 | 박미영 | 대성여중         | 1990. 05. 16     | 제10회 아산기 수영 대회                             | 대한민국 부산         | 사직 실내 수영장                    | 여중부 결선                              |        |
|           | 2분 35초 18 | - 0.04초 | 박성원 | 이화여대         | 1990. 05. 16     | 제10회 아산기 수영 대회                             | 대한민국 부산         | 사직 실내 수영장                    | 여중부 결선                              |        |
|           | 2분 33초 68 | - 1.50초 | 박성원 | 이화여대         | 1990. 09. 24     | 베이징 아시안 게임                                  | 중화인민공화국 베이징 |                                     | [ 51 ]                                   |        |
|           | 2분 33초 34 | - 0.34초 | 박미영 | 충북             | 1991. 10. 08     | 제72회 전국 체육 대회                               | 대한민국 전주         | 전주 실내 수영장                    | [ 52 ]                                   |        |
|           | 2분 33초 23 | - 0.11초 | 박미영 | 대성여상         | 1992. 02. 26     | 아시아 수영 선수권 대회 파견 국가 대표 선발전       | 대한민국 부산         | 사직 실내수 영장                    | [ 53 ]                                   |        |
|           | 2분 33초 14 | - 0.09초 | 박미영 | 대성여상         | 1993. 10. 13     | 제74회 전국 체육 대회                               | 대한민국 광주         | 염주수영장                          | [ 54 ]                                   |        |
|           | 2분 29초 82 | - 3.32초 | 변혜영 | 대전여중         | 1997. 05. 12     | 제2회 동아시아 경기 대회                            | 대한민국 부산         | 사직 실내 수영장                    | 2위                                      |        |
|           | 2분 29초 22 | - 0.60초 | 서민정 | 대방여중         | 1999. 08. 24     | 제18회 대통령기 전국 수영 대회                      | 대한민국 인천         | 인천실내수영장                      | [ 55 ]                                   |        |
|           | 2분 28초 21 | - 1.01초 | 구효진 | 구월여중         | 2000. 09. 20     | 시드니 올림픽                                       | 오스트레일리아 시드니 | Sydney International Aquatic Centre | 예선                                     |        |
|           | 2분 28초 02 | - 0.19초 | 정슬기 | 서울체고         | 2006. 06. 18     | 국가 대표 공인 기록회                               | 대한민국 울산         | 울산 문수 수영장                    |                                          |        |
|           | 2분 27초 09 | - 0.93초 | 정슬기 | 서울체고         | 2006. 08. 20     | 제10회 2006년 범태평양 수영 선수권 대회             | 캐나다 빅토리아       | 3위                                 |                                          |        |
|           | 2분 24초 67 | - 2.42초 | 정슬기 | 연세대           | 2007.08. 10      | 제24회 하계 유니버시아드                            | 태국 방콕             |                                     |                                          |        |
|           | 2분 24초 20 | - 0.47초 | 정슬기 | 부산광역시체육회 | 2009. 03. 28     | 제4회 제주 한라배 전국 수영 대회                    | 대한민국 제주         | 제주 실내 수영장                    |                                          |        |

## 같이 보기
- 수영 평영 200m 세계 기록 추이
- 수영 대한민국 기록